# DC Cupcakes
DC Cupcakes (tạm dịch: Cửa hàng Bánh nướng) là một chương trình truyền hình thực tế Mỹ chủ yếu theo chân hai chị em và đối tác kinh doanh Sophie LaMontagne và Katherine Kallinis làm việc tại Georgetown Cupcake, một tiệm bánh nhỏ tại Washington, D.C.. Chương trình được bắt đầu phát sóng trên kênh TLC vào ngày 16 tháng 7 năm 2010 và thu hút 1.1 triệu người xem.
Mùa thứ hai của chương trình sau đó đã tiếp tục được phát sóng trên TLC vào ngày 25 tháng 2 năm 2011. Tại Việt Nam và toàn Đông Nam Á, kênh STAR World đã trình chiếu chương trình vào ngày 7 tháng 4 năm 2011.

## Tổng quan các mùa
| Mùa | Mùa | Số tập phim | Bắt đầu             | Kết thúc            |
| --- | --- | ----------- | ------------------- | ------------------- |
|     | 1   | 6           | 16 tháng 7 năm 2010 | 30 tháng 7 năm 2010 |
|     | 2   |             | 25 tháng 2 năm 2011 |                     |

## Danh sách các tập phim

### Mùa 1
| Số tập | Tổng cộng | Tựa đề                                     | Ngày phát sóng      |
| ------ | --------- | ------------------------------------------ | ------------------- |
| 1      | 1         | "Mardi Gras"                               | 16 tháng 7 năm 2010 |
| 2      | 2         | "Pupcakes (Bánh Cún)"                      | 16 tháng 7 năm 2010 |
| 3      | 3         | "Greek Festival (Lễ hội Hy Lạp)"           | 23 tháng 7 năm 2010 |
| 4      | 4         | "Roller Girls (Những cô gái Trượt Patanh)" | 23 tháng 7 năm 2010 |
| 5      | 5         | "Wedding Recipe (Thực đơn Đám cưới)"       | 30 tháng 7 năm 2010 |
| 6      | 6         | "Fire House (Trạm cứu hỏa)"                | 30 tháng 7 năm 2010 |

### Mùa 2
| Ep # | Total | Title                                                                             | Airdate             |
| ---- | ----- | --------------------------------------------------------------------------------- | ------------------- |
| 1    | 7     | "Sweet Sixteen (Tuổi 16 Ngọt ngào)"                                               | 25 tháng 2 năm 2011 |
| 2    | 8     | "Gorilla Birthday (Sinh nhật của Quái vật)"                                       | 25 tháng 2 năm 2011 |
| 3    | 9     | "Shoe-in (Mang giầy)"                                                             | 4 tháng 3 năm 2011  |
| 4    | 10    | "Operation Cupcake (Bánh nướng Quân đội)"                                         | 4 tháng 3 năm 2011  |
| 5    | 11    | "Cupcake Jackpot (Máy đánh bạc Bánh nướng)"                                       | 11 tháng 3 năm 2011 |
| 6    | 12    | "Happy Anniversary (Chúc mừng Ngày Kỷ niệm)"                                      | 11 tháng 3 năm 2011 |
| 7    | 13    | "Fashion Victims (Nạn nhân Thời Trang)"                                           | 18 tháng 3 năm 2011 |
| 8    | 14    | "Think Pink (Hãy nghĩ thật "Hồng")"                                               | 25 tháng 3 năm 2011 |
| 9    | 15    | "So You Think You Can Lion Dance? (Vậy bạn nghĩ bạn có thể nhảy điệu múa Sư tử?)" | 1 tháng 4 năm 2011  |
| 10   | 16    | "Cookie College (Đại học Bánh nướng)"                                             | 1 tháng 4 năm 2011  |
| 11   | 17    | "Tattoo Awesome (Hình xăm Thật tuyệt)"                                            | 8 tháng 4 năm 2011  |
| 12   | 18    | "Katherine's Surprise (Bất ngờ cho Katherine)"                                    | 8 tháng 4 năm 2011  |